# Càncer d'úter
El càncer uterí és un tipus de càncer que inclou diversos diferents tipus de tumors que poden desenvolupar-se a l'úter. La joventut de la dona n'és un dels factors de risc més importants, però també s'ha documentat que els homes transgènere que mantenen el seus genitals de naixement pateixen un risc addicional de contraure'l atesa l'exclusió social i mèdica que pateixen.

## Tipus de càncer uterí
D'entre els diferents subtipus en què es classifica el càncer uterí, hi ha quatre categories principals. En primer lloc, el sarcoma uterí o sarcoma del miometri a la capa muscular de l'úter, que sol ser anomenat leiomiosarcoma. En segon lloc, el càncer d'endometri. En aquest cas, el carcinoma endometrial s'origina a partir de cèl·lules de les glàndules de l'endometri (recobriment uterí). Aquest tipus inclou les varietats comunes i tractables d'adenocarcinoma endometroide ben diferenciat com també els tipus més agressius de  carcinoma serós de papil·les uterines i el carcinoma uterí de cèl·lules. El sarcoma estromal endometrial n'és també una subvariant i s'origina a partir dels teixits connectius de l'endometri, i és molt menys freqüents que el carcinoma endometrial. Per altra banda, el tumor müllerià mixt maligne és un tipus rar de tumor endometrial que presenta diferenciació tant glandular (carcinomatós) com a nivell estroma (sarcomatós) - es desconeix quina és la veritable cèl·lula d'origen.
En tercer lloc, el càncer cervical o de coll uterí és pràcticament en tots els casos una conseqüència de la infecció pel virus del papil·loma humà i es desenvolupa a la zona de transició del cèrvix —la zona inferior de l'úter que es troba a la part superior de la vagina. En darrer lloc, la malaltia trofoblàstica gestacional és un altre tipus de càncer uterí que està associat amb processos neoplàstics originats en teixits d'un embaràs que sovint està ubicat a l'úter.

## Freqüència d'aparició
El 2012, tan sols el 0,58% de les defuncions per càncer d'úter als Estats Units d'Amèrica es produïren en persones de menys de 35 anys, mentre que el 66,70% es produïren en individus de 65 anys o més. Exclòs el càncer de cervical, a Catalunya, les taxes de mortalitat (x 100.000 hab.; i en % sobre el total de càncers per sexe; estandarditzades segons sexe, 2018) són: 4,25 dones; 3,79% en dones.